# Sagittaria graminea
Sagittaria graminea är en svaltingväxtart som beskrevs av André Michaux. Sagittaria graminea ingår i släktet pilbladssläktet, och familjen svaltingväxter.

## Underarter
Arten delas in i följande underarter:
- S. g. graminea
- S. g. weatherbiana

## Bildgalleri

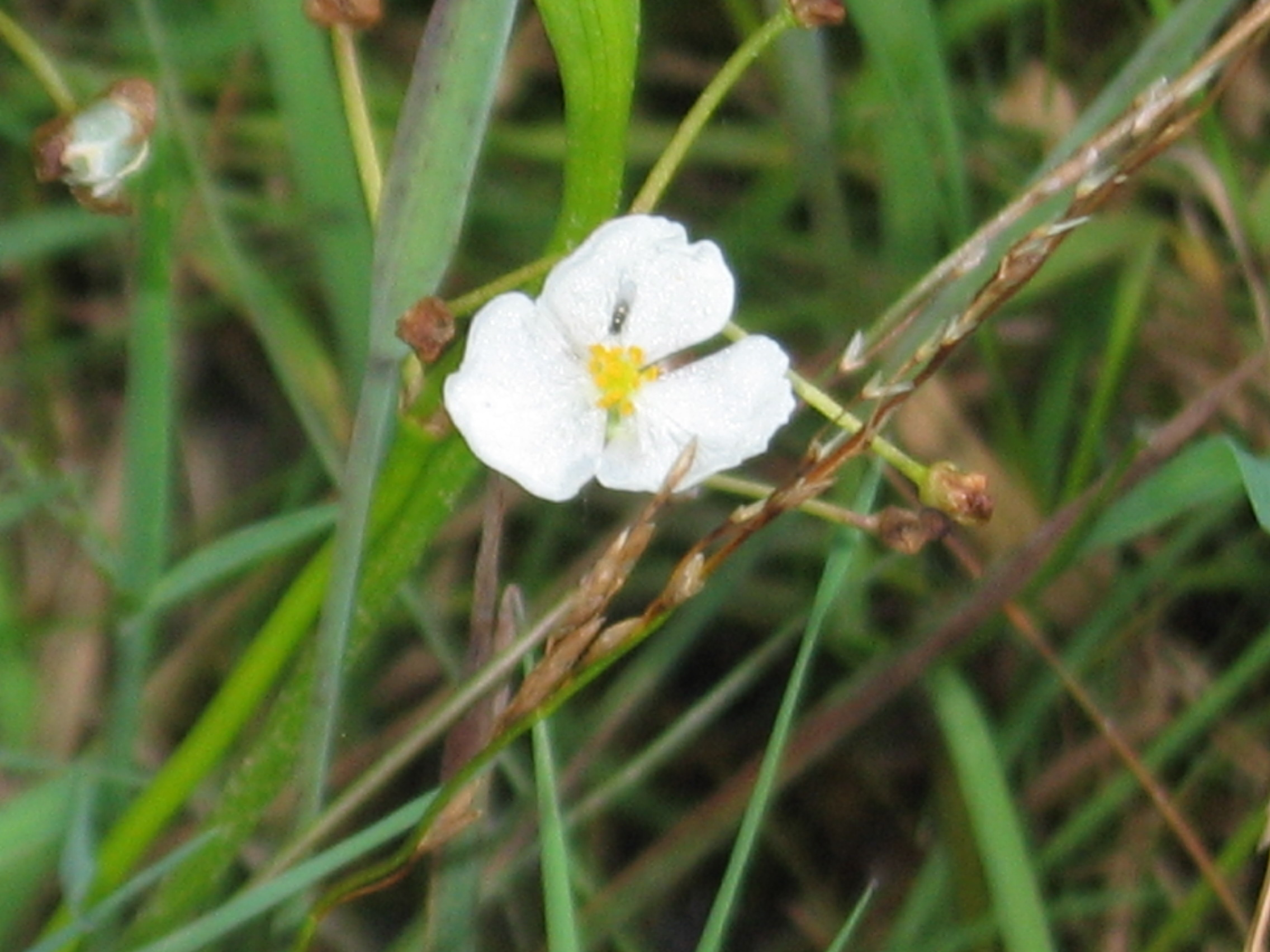